# 126 (số)
126 (một trăm hai mươi sáu) là một số tự nhiên ngay sau 125 và ngay trước 127.